# Тишковская сельская община
Тишковская сельская община (укр. Тишківська сільська громада) — территориальная община в Новоукраинском районе Кировоградской области Украины.
Административный центр — село Тишковка.
Население составляет 3710 человек. Площадь — 271,2 км².
В соответствии с распоряжением Кабинета Министров Украины от 12 июня 2020 года, в состав общины вошли территории Гаевского, Тишковского и Фёдоровского сельских советов упразднённого Добровеличковского района

## Населённые пункты
В состав общины входит 11 сёл:
- Тишковка
  - Андреевка
  - Богдановка
- Гаевский старостинский округ:
  - Верное
  - Гаевка
  - Новотишковка
  - Осыково
- Фёдоровский старостинский округ:
  - Новомихайловка
  - Показовое
  - Поповка
  - Фёдоровка